# Good Housekeeping
Good Housekeeping es una revista femenina estadounidense, propiedad de Hearst Communications. En ella aparecen artículos de interés femenino, productos evaluados por The Good Housekeeping Institute, recetas, dietas y salud, así como artículos literarios. Es muy conocida por el "Sello Good Housekeeping", popularmente conocido como el "Sello de Aprobación Good Housekeeping". En América Latina y en particular en la comunidad latinoamericana residente en los Estados Unidos, la revista era conocida en español como Buenhogar y fue publicada por Editorial Televisa.[cita requerida]
La revista fue fundada el 2 de mayo de 1885 por Clark W. Bryan en Holyoke, Massachusetts.
La revista tenía una circulación de 300 000 ejemplares en 1911, en cuyo momento fue comprada por Hearst Corporation. En 1966 alcanzó los 5,5 millones de lectores.
Hearst Corporation creó una edición para el Reino Unido con las mismas líneas editoriales en 1922.
Varios escritores famosos han contribuido a la revista, incluyendo Somerset Maugham, Edwin Markham, Edna St. Vincent Millay, Frances Parkinson Keyes, y Evelyn Waugh.
En Estados Unidos, la Hearst Corporation y Editorial América crearon en 1962 una edición de la revista para América Latina llamada Buenhogar.[cita requerida]

## Good Housekeeping Institute
El Good Housekeeping Institute, fundado en 1900 como una "Estación Experimental", entrega el Sello Good Housekeeping a los productos que se avisan en la revista para ver si es aceptable su publicación. También produce la Guía de Compradores y ediciones de reportes.
Defendió a la comida sana en 1905, ayudando en el Pure Food and Drug Act de 1906. Prohibió la publicidad de cigarrillos en la revista en 1952, 12 años antes de que se requirieran las etiquetas de advertencia en las cajetillas de cigarrillos.
En 1911 William Randolph Hearst compró la revista; un año después, Harvey W. Wiley lideró sus laboratorios y estableció el Sello de Aprobación Good Housekeeping.

## Good Housekeeping en la cultura popular
- En una edición de 1998, la revista publicó en su portada a Madonna junto a su primer hijo. El hecho generó asombro entre los lectores, debido a que una revista tan conservadora como Good Housekeeping la hubiera puesto en portada, considerando sus escándalos en la década de 1980.